# محافظة أحد رفيدة
محافظة أحد رفيدة هي محافظة سعودية تابعة لمنطقة عسير في المملكة العربية السعودية، وهي محافظة يغلب عليها الطابع الزراعي، اشتهر قدماء تلك المنطقة بالزراعة وخاصه الحبوب (البر-الذرة-الشعير). يوجد بها أشهر سوق شعبي تاريخي في المنطقة حيث كان يقام كل يوم أحد فقط للباعة والشعراء ومصالحة الخصوم وإسداء النصائح والحكم.

## الموقع
تقع في الجنوب الشرقي لمدينة أبها وفي الجنوب لمحافظة خميس مشيط، وتبعد مسافة 25 كلم عن خميس مشيط، ويبلغ عدد القرى التابعه لها 144 قرية.

## السكان
بلغ عدد سكان محافظة أحد رفيدة (107,894) نسمة حسب تعداد السعودية 2022، عدد السعوديين (86,280) نسمة، وعدد غير السعوديين (21,614) نسمة.

## المراكز الإدارية التابعة للمحافظة
١ - مركز الواديين، ويشمل الحبلة، والمربع، وتهامة رفيدة.
٢ - مركز الفرعين، ويشمل جوف آل الشواط، والهضب.
٣ - مركز شعف جارمة.